# 대한민국의 국가무형유산 (1960년대~1970년대)
국가무형유산(國家無形遺産)은 보존 가치가 크다고 인정되는 무형의 문화적 소산 가운데 국가에서 유산으로 지정한 것을 말한다. 수 세대에 걸쳐 전승되어 온 무형유산은 전통적 공연·예술, 공예, 미술 등에 관한 전통기술, 한의약, 농경·어로 등에 관한 전통지식, 구전 전통 및 표현, 의식주 등 전통적 생활관습, 민간신앙 등 사회적 의식(儀式), 전통적 놀이·축제 및 기예·무예 분야로 나뉘어 있다.

## 지정 목록

### 1960년대 지정
| 번호   | 사진 | 명칭 | 소재지        | 관리자 (단체)        | 지정일                | 참조 |
| 1호    |      | 종묘제례악 (宗廟祭禮樂) (Jongmyo Jeryeak (Royal Ancestral Ritual Music in the Jongmyo Shrine))                        | 서울 서울전역 | 종묘제례악보존회     | 1964년 12월 7일 지정  |      |
| 2호    |      | 양주별산대놀이 (楊州別山臺놀이) (Yangju Byeolsandae Nori (Mask Dance Drama of Yangju))                                | 경기 경기전역 | 양주별산대놀이보존회 | 1964년 12월 7일 지정  |      |
| 3호    |      | 남사당놀이 (男寺黨놀이) (Namsadang Nori (Itinerant Troupe Performance))                                               | 서울 서울전역 | 남사당놀이보존회     | 1964년 12월 7일 지정  |      |
| 4호    |      | 갓일 (Gannil (Horsehair Hat Making))                                                                                  | 기타 .        |                      | 1964년 12월 24일 지정 |      |
| 5호    |      | 판소리 (Pansori (Epic Chant))                                                                                         | 기타 .        |                      | 1964년 12월 24일 지정 |      |
| 6호    |      | 통영오광대 (統營五廣大) (Tongyeong Ogwangdae (Mask Dance Drama of Tongyeong))                                         | 경남 경남전역 | 통영오광대보존회     | 1964년 12월 24일 지정 |      |
| 7호    |      | 고성오광대 (固城五廣大) (Goseong Ogwangdae (Mask Dance Drama of Goseong))                                             | 경남 경남전역 | 고성오광대놀이보존회 | 1964년 12월 24일 지정 |      |
| 8호    |      | 강강술래 (Ganggangsullae (Circle Dance))                                                                              | 전남 전남전역 | 강강술래보존회       | 1966년 2월 15일 지정  |      |
| 9호    |      | 은산별신제 (恩山別神祭) (Eunsan Byeolsinje (Village Ritual of Eunsan))                                                | 충남 충남전역 | 은산별신제보존회     | 1966년 2월 15일 지정  |      |
| 10호   |      | 나전장 (螺鈿匠) (Najeonjang (Mother-of-pearl Inlaying))                                                               | 기타 .        |                      | 1966년 6월 29일 지정  |      |
| 11-1호 |      | 진주삼천포농악 (晋州三千浦農樂) (Jinju Samcheonpo Nongak (Farmers' Performance of Samcheonpo, Jinju))                 | 경남 경남전역 | 진주삼천포농악보존회 | 1966년 6월 29일 지정  |      |
| 12호   |      | 진주검무 (晋州劍舞) (Jinju Geommu (Sword Dance of Jinju))                                                             | 경남 경남전역 | 진주검무보존회       | 1967년 1월 16일 지정  |      |
| 13호   |      | 강릉단오제 (江陵端午祭) (Gangneung Danoje (Dano Festival of Gangneung))                                               | 강원 강원전역 | 강릉단오제보존회     | 1967년 1월 16일 지정  |      |
| 14호   |      | 한산모시짜기 (韓山모시짜기) (Hansan Mosi Jjagi (Fine Ramie Weaving of Hansan))                                        | 충남 충남전역 |                      | 1967년 1월 16일 지정  |      |
| 15호   |      | 북청사자놀음 (北靑獅子놀음) (Bukcheong Saja Noreum (Lion Mask Dance of Bukcheong))                                    | 서울 서울전역 | 북청사자놀음보존회   | 1967년 3월 31일 지정  |      |
| 16호   |      | 거문고산조 (거문고散調) (Geomungo Sanjo (Free-style Geomungo Solo Music))                                             | 서울 서울전역 |                      | 1967년 6월 16일 지정  |      |
| 17호   |      | 봉산탈춤 (鳳山탈춤) (Bongsan Talchum (Mask Dance Drama of Bongsan))                                                   | 서울 서울전역 | 봉산탈춤보존회       | 1967년 6월 16일 지정  |      |
| 18호   |      | 동래야류 (東萊野遊) (Dongnae Yaryu (Mask Dance Drama of Dongnae))                                                     | 부산 부산전역 | 동래야류보존회       | 1967년 12월 21일 지정 |      |
| 19호   |      | 선소리산타령 (선소리山打令) (Seonsori Santaryeong (Folk Song of the Mountain Performed in a Standing Position))       | 서울 서울전역 | 선소리산타령보존회   | 1968년 4월 18일 지정  |      |
| 20호   |      | 대금정악 (大笒正樂) (Daegeum Jeongak (Classical Daegeum Solo Music))                                                  | 서울 서울전역 |                      | 1968년 12월 21일 지정 |      |
| 21호   |      | 승전무 (勝戰舞) (Seungjeonmu (Victory Dance))                                                                         | 경남 경남전역 | 승전무보존회         | 1968년 12월 21일 지정 |      |
| 22호   |      | 매듭장 (매듭匠) (Maedeupjang (Decorative Knotting))                                                                   | 경기 .        |                      | 1968년 12월 21일 지정 |      |
| 23호   |      | 가야금산조및병창 (伽倻琴散調및倂唱) (Gayageum Sanjo and Byeongchang (Free-style Gayageum Solo and Music and Singing)) | 기타 .        |                      | 1968년 12월 21일 지정 |      |
| 24호   |      | 안동차전놀이 (安東車戰놀이) (Andong Chajeon Nori (Chariot Battle of Andong))                                          | 경북 경북전역 | 안동차전놀이보존회   | 1969년 1월 7일 지정   |      |
| 25호   |      | 영산쇠머리대기 (靈山쇠머리대기) (Yeongsan Soemeori Daegi (Wooden Bull Fight of Yeongsan))                             | 경남 경남전역 | 영산쇠머리대기보존회 | 1969년 2월 11일 지정  |      |
| 26호   |      | 영산줄다리기 (靈山줄다리기) (Yeongsan Juldarigi (Tug-of-war of Yeongsan))                                             | 경남 경남전역 | 영산줄다리기보존회   | 1969년 2월 11일 지정  |      |
| 27호   |      | 승무 (僧舞) (Seungmu (Monk's Dance))                                                                                  | 기타 .        |                      | 1969년 7월 4일 지정   |      |
| 28호   |      | 나주의샛골나이 (羅州의샛골나이) (Naju Saetgollai (Cotton Weaving of Naju))                                            | 전남 전남전역 |                      | 1969년 7월 4일 지정   |      |
| 29호   |      | 서도소리 (西道소리) (Seodo Sori (Folk Song of the Western Provinces))                                                 | 기타 .        |                      | 1969년 9월 27일 지정  |      |
| 30호   |      | 가곡 (歌曲) (Gagok (Lyric Song Cycles Accompanied by an Orchestra))                                                   | 기타 .        |                      | 1969년 11월 10일 지정 |      |
| 31호   |      | 낙죽장 (烙竹匠) (Nakjukjang (Bamboo Pyrography))                                                                      | 전남 전남전역 |                      | 1969년 11월 29일 지정 |      |

### 1970년대 지정
| 번호 | 사진 | 명칭 | 소재지        | 관리자 (단체)             | 지정일                                                                   | 참조                                                      |
| 32호 |      | 곡성의돌실나이 (谷城의돌실나이) (Gokseong Dolsillai (Hemp Weaving of Gokseong))                                    | 전남 전남전역 |                           | 1970년 7월 22일 지정                                                     | 2019년 12월 31일 국가무형문화재 제140호 ‘삼베짜기’에 통합 |
| 33호 |      | 광주칠석고싸움놀이 (광주칠석고싸움놀이) (Gwangju Chilseok Gossaum Nori (Loop Fight of Gwangju))                    | 광주 광주전역 | 광주칠석고싸움놀이 보존회 | 1970년 7월 22일 지정                                                     |                                                           |
| 34호 |      | 강령탈춤 (康翎탈춤) (Gangnyeong Talchum (Mask Dance Drama of Gangnyeong))                                          | 서울 서울전역 | 강령탈춤보존회            | 1970년 7월 22일 지정                                                     |                                                           |
| 35호 |      | 조각장 (彫刻匠) (Jogakjang (Metal Engraving))                                                                      | 서울 서울전역 |                           | 1970년 7월 22일 지정                                                     |                                                           |
| 36호 |      | 판소리심청가 (판소리심청가)                                                                                        | 서울 서울전역 |                           | 1970년 7월 22일 지정, 1973년 11월 5일 해제, 중요무형문화재 제5호로 통합  |                                                           |
| 37호 |      | 화장 (靴匠) | 서울 서울전역 |                           | 1970년 7월 22일 지정, 1982년 2월 5일 해제, 보유자 부재                   |                                                           |
| 38호 |      | 조선왕조 궁중음식 (朝鮮王朝宮中飮食) (Joseon Wangjo Gungjung Eumsik (Royal Culinary Art of the Joseon Dynasty))    | 서울 서울전역 |                           | 1970년 12월 30일 지정                                                    |                                                           |
| 39호 |      | 처용무 (處容舞) (Cheoyongmu (Dance of Cheoyong))                                                                   | 서울 서울전역 | 처용무보존회              | 1971년 1월 8일 지정                                                      |                                                           |
| 40호 |      | 학연화대합설무 (鶴蓮花臺合設舞) (Hak Yeonhwadae Hapseolmu (Crane Dance and Lotus Flower Dance))                    | 서울 서울전역 | 학연화대합설무보존회      | 1971년 1월 8일 지정                                                      |                                                           |
| 41호 |      | 가사 (歌詞) (Gasa (Narrative Song))                                                                                | 서울 서울전역 |                           | 1971년 1월 8일 지정                                                      |                                                           |
| 42호 |      | 악기장 (樂器匠) (Akgijang (Musical Instrument Making))                                                             | 기타 .        |                           | 1971년 2월 24일 지정                                                     |                                                           |
| 43호 |      | 수영야류 (水營野遊) (Suyeong Yaryu (Mask Dance Drama of Suyeong))                                                  | 부산 부산전역 | 수영야류보존회            | 1971년 2월 24일 지정                                                     |                                                           |
| 44호 |      | 경산자인단오제 (慶山慈仁端午祭) (Gyeongsan Jain Danoje (Dano Festival of Jain, Gyeongsan))                         | 경북 경북전역 | 경산자인단오제 보존회     | 1971년 3월 16일 지정                                                     |                                                           |
| 45호 |      | 대금산조 (大笒散調) (Daegeum Sanjo (Free-style Daegeum Solo Music))                                                | 기타 .        |                           | 1971년 3월 16일 지정                                                     |                                                           |
| 46호 |      | 피리정악및대취타 (피리정악및大吹打) (Piri Jeongak and Daechwita (Classical Piri Solo and Military Band Music))     | 서울 서울전역 | 피리정악및대취타보존회    | 1971년 6월 10일 지정                                                     |                                                           |
| 47호 |      | 궁시장 (弓矢匠) (Gungsijang (Bow and Arrow Making))                                                                | 기타 .        |                           | 1971년 9월 13일 지정                                                     |                                                           |
| 48호 |      | 단청장 (丹靑匠) (Dancheongjang (Ornamental Painting))                                                              | 기타 .        |                           | 1972년 8월 1일 지정                                                      |                                                           |
| 49호 |      | 송파산대놀이 (松坡山臺놀이) (Songpa Sandae Nori (Mask Dance Drama of Songpa))                                      | 서울 서울전역 | 송파산대놀이보존회        | 1973년 11월 11일 지정                                                    |                                                           |
| 50호 |      | 영산재 (靈山齋) (Yeongsanjae (Celebration of Buddha's Sermon on Vulture Peak Mountain))                            | 서울 서울전역 | 영산재보존회              | 1973년 11월 5일 지정                                                     |                                                           |
| 51호 |      | 남도들노래 (南道들노래) (Namdo Deullorae (Farmers' Song of Jeollanam-do))                                          | 전남 전남전역 | 남도들노래보존회          | 1973년 11월 5일 지정                                                     |                                                           |
| 52호 |      | 시나위 | 서울 서울전역 |                           | 1973년 11월 5일 지정, 1975년 5월 3일 해제, 보유자 부재로 지정 해제       |                                                           |
| 53호 |      | 채상장 (彩箱匠) (Chaesangjang (Bamboo Case Weaving))                                                               | 전남 전남전역 |                           | 1975년 1월 29일 지정                                                     |                                                           |
| 54호 |      | 끊음질 | 기타 전국     |                           | 1975년 1월 29일 지정, 1995년 3월 16일 해제, 중요무형문화재 제10호로 통합 |                                                           |
| 55호 |      | 소목장 (小木匠) (Somokjang (Wood Furniture Making))                                                                | 경기 경기전역 |                           | 1975년 1월 29일 지정                                                     |                                                           |
| 56호 |      | 종묘제례 (宗廟祭禮) (Jongmyo Jerye (Royal Ancestral Ritual in the Jongmyo Shrine))                                 | 서울 서울전역 | 종묘제례보존회            | 1975년 5월 3일 지정                                                      |                                                           |
| 57호 |      | 경기민요 (京畿民謠) (Gyeonggi Minyo (Folk Song of Gyeonggi Area))                                                  | 기타 .        |                           | 1975년 7월 12일 지정                                                     |                                                           |
| 58호 |      | 줄타기 (줄타기) (Jultagi (Tightrope Walking))                                                                      | 경기 경기전역 |                           | 1976년 6월 30일 지정                                                     |                                                           |
| 59호 |      | 판소리고법 | 서울 서울전역 |                           | 1978년 2월 2일 지정, 1991년 11월 1일 해제, 국가무형문화재 제5호로 통합   |                                                           |
| 60호 |      | 장도장 (粧刀匠) (Jangdojang (Ornamental Knife Making))                                                             | 전남 전남전역 |                           | 1978년 2월 23일 지정                                                     |                                                           |
| 61호 |      | 은율탈춤 (殷栗탈춤) (Eunyul Talchum (Mask Dance Drama of Eunyul))                                                  | 인천 인천전역 | 은율탈춤보존회            | 1978년 2월 23일 지정                                                     |                                                           |
| 62호 |      | 좌수영어방놀이 (左水營漁坊놀이) (Jwasuyeong Eobang Nori (Fishing Village Festival of the Left Naval Headquarters)) | 부산 부산전역 | 좌수영어방놀이보존회      | 1978년 5월 9일 지정                                                      |                                                           |